# Ifema
Con il termine ifema viene indicata una raccolta di sangue nella camera anteriore dell'occhio.

## Eziologia
La causa principale di ifema sono i traumi alla testa e ai globi oculari.
Altre cause possono essere:
- uveite (virali, batteriche, parassitarie, micotiche);
- alterazioni congenite;
- tumori intraoculari;
- ipertensione;
- distacco della retina;
- patologie ematologiche.